# Sebastián Silva (Fußballspieler)
Sebastián Ignacio Silva Pérez (* 16. Juli 1991 in Puente Alto) ist ein chilenischer Fußballspieler, der hauptsächlich als Innenverteidiger eingesetzt wird.

## Karriere
Der Spieler begann seine Karriere 2011 bei Audax Italiano, wo er bis 2017 unter Vertrag stand und zeitweise auch für die B-Mannschaft aktiv war. 2013 wurde er für eine Saison an San Luis verliehen. Nach seinem Abschied von Audax spielte er 2017 für Deportes Iberia, bevor er zwei Jahre lang für Coquimbo Unido auflief und 2018 die Meisterschaft der Primera B gewann. Ab 2020 stand er beim CD Cobresal unter Vertrag, ehe er 2024 zu Deportes Concepción in der Segunda División wechselte. Mit Concepción gelang ihm 2024 der Aufstieg in die Primera B.

## Erfolge
Coquimbo Unido
- Chilenischer Zweitligameister: 2018